# Croton seputubensis
Espèce
Classification APG III (2009)
Croton seputubensis est une espèce de plantes à fleurs du genre Croton et de la famille des Euphorbiaceae, présente au Brésil (Rio Sepotuba, dans l'État de Minas Gerais).